# Children of the Feud (film, 1914)
Pour les articles homonymes, voir Children of the Feud.
Children of the Feud est un film muet américain réalisé par Ned Finley et sorti en 1914.

## Fiche technique
- Titre : Children of the Feud
- Réalisation : Ned Finley
- Scénario : John Aldine, d'après sa nouvelle
- Production : Vitagraph Company of America
- Distribution : General Film Company
- Genre : Film dramatique
- Durée : 20 minutes
- Date de sortie : 
  - États-Unis : 14 février 1914

## Distribution
- Edith Storey : Hulda Belfield
- Harry Northrup : Carson Belfield
- Jack Harvey : Walton Belfield Jr.
- Ned Finley : James Morton
- Mrs Ormsby : Eliza Morton
- Robert Huggins : Boone Morton Jr.
- James Morrison : Boone Morton Sr.
- Frank Le Strange : William Morton Jr.
- Arthur Ashley : William Morton Sr.
- Logan Paul : un prêcheur
- Thelma Garr